# Sopet
Sopet is een bestuurslaag in het regentschap Situbondo van de provincie Oost-Java, Indonesië. Sopet telt 8861 inwoners (volkstelling 2010).